# Salvador (film)
Pour les articles homonymes, voir Salvador (homonymie).
Pour plus de détails, voir Fiche technique et Distribution.
Salvador est un film américain réalisé par Oliver Stone et sorti en 1986. Il revient sur le parcours d'un journaliste américain durant la guerre civile du Salvador. Il s'inspire de l'expérience de Richard Boyle (en), qui coécrit le scénario avec le réalisateur.

## Contexte historique
La guerre civile du Salvador commence en 1979 et se termine en 1992. Le récit du film ne respecte pas tout à fait la chronologie historique. Cependant quatre événements dont il fait état permettent de le dater approximativement. Une vingtaine de manifestants sont tués devant la cathédrale de San Salvador le 8 mai 1979. Óscar Romero, l'archevêque, est assassiné le 24 mars 1980. Ronald Reagan est élu président des États-Unis le 4 novembre 1980. Trois religieuses et une missionnaire laïque nord-américaines sont assassinées le 2 décembre 1980.

## Synopsis

### Fusillade devant la cathédrale
« À la suite de la révolution au Nicaragua, le chaos a envahi le Salvador, petit pays d'Amérique centrale. » C’est sur cette voix de journaliste que s’ouvre le film Salvador, après son générique. La voix continue d’expliquer le contexte de début du film : une fusillade a éclaté entre les antigouvernementaux et la police. Les antigouvernementaux, composés d’étudiants, d’ouvriers et de paysans, ont pris d’assaut la cathédrale de San Salvador, la capitale du pays, et occupent des ambassades étrangères. Le reportage est diffusé dans un appartement mal rangé. Le propriétaire de l’appartement arrive et réclame à l'une des occupantes de l’argent. C’est pendant ce dialogue que se réveille un autre occupant de l’appartement, qui allume une cigarette et rassure son bébé.
Le spectateur comprend, de la voix du propriétaire, que la personne qui vient de se réveiller est un correspondant de guerre has been et qu'il s’appelle Richard Boyle (en). N’ayant pas assez d’argent, il se voit obligé de retrouver un travail afin de se renflouer. Sentant l’opportunité que représente la situation au Salvador, il passe un appel à différents contacts, mais son comportement négligé ne lui permet pas de récupérer facilement de l’argent ni une carte de presse. Alors qu’il vient de décrocher une occasion, il se fait arrêter sur la route pour excès de vitesse et sans permis de conduire. Il est mis en garde à vue. Il est rapidement relâché grâce à l'intervention de Docteur Rock, alias « Doc ».

### Arrivée de Boyle au Salvador
Après avoir libéré le chien de celui-ci et remarqué que la femme de Boyle est retournée en Italie, ils partent tous les deux en direction du « Guatemala ». Plus tard, on apprend que Boyle a menti et qu’il se dirige vers le Salvador, contre l’avis de Doc. Ils sont arrêtés par des militaires occupés à une rafle de paysans salvadoriens.
Les deux hommes parviennent à se sortir d'affaire et se font même transporter par les militaires jusqu’à la ville la plus proche où a lieu un contrôle de cédulas (es) (au Salvador, pièce unique d'identité, permettant notamment d'identifier les personnes habilitées à voter). Les militaires tuent un étudiant qui n'a pas de cédula, et conduisent les deux Américains jusqu’à une base où se trouve le colonel Figueroa. Cet officier — à qui Boyle a consacré un article aux États-Unis, après un premier voyage au Salvador — va permettre aux deux Américains de se déplacer dans le pays. Richard en profite pour revoir sa compagne salvadorienne, María, et ses enfants.
Le lendemain, Richard et Doc rencontrent par hasard le photojournaliste John Cassady. Boyle s'informe auprès de lui de la situation au Salvador. Durant l'entretien, Doc prend à partie Richard et demande à rentrer chez lui. Après l’altercation, Doc s’en va, laissant là les deux photographes. John apprend vite à Richard que son statut de journaliste ne lui permettra pas forcément d’échapper à la mort, car les militaires tirent sur tout le monde. Les deux hommes se dirigent ensuite vers un empilement de cadavres pour le photographier. Sur cette montagne de corps, John entame un discours sur Robert Capa et son œuvre. Les photographies de Capa captent, selon John, la souffrance humaine et l’instant de la mort. John explique que son rêve serait de prendre une photographie comme celles de Capa. À la fin de la prise de vues, John propose à Richard d’assister à une fête à l’ambassade des États-Unis.

### Élection de Ronald Reagan
Richard Boyle s'y rend et peut s'entretenir avec Thomas Kelly, l'ambassadeur. Jack Morgan, un analyste du département d'État, demande à Richard d’aller photographier des guerilleros. Richard rencontre aussi Pauline Axelrod, une présentatrice de journal télévisé. Survient l’annonce de l’élection  de Ronald Reagan à la présidence des États-Unis.
La nouvelle ravit quelqu’un qui n’était pas à l’ambassade : le major Maximiliano « Max » Casanova, militaire salvadorien et fondateur de l'Arena, un parti d’extrême droite. Durant un repas où il célèbre lui aussi l’arrivée au pouvoir de Reagan (président de droite), Casanova fomente, avec d’autres membres de son parti, l’assassinat de l’archevêque Óscar Romero. Car, selon eux, les prêtres excitent les étudiants salvadoriens et les poussent à l’assassinat des ambassadeurs et des militaires.

### Assassinat de l'archevêque Romero
Un soir, Doc et Carlos, le frère de María, sont envoyés en prison après que de la marijuana a été trouvée dans le domicile de María. Boyle décide de se rendre à la prison avec Cathy Moore, une amie, qui est missionnaire laïque. Après avoir réussi à faire libérer Doc (mais pas Carlos), Richard et Cathy vont voir l'ambassadeur Thomas Kelly pour lui demander de l'aide. Le problème de Carlos et de María provient de ce qu’ils n'ont pas de cédulas. Kelly explique qu’il est dur de résoudre ce type de problème et de trouver une cédula sans informations sur une personne. Boyle propose donc à María de l’épouser afin de résoudre le problème. María refuse d’abord, mais Boyle propose qu’il aille au préalable se repentir de ses péchés.
En se dirigeant vers l'église, ils se heurtent à une manifestation couverte par plusieurs photographes, dont John Cassady. Boyle réussit à entrer dans l'église et dans le confessionnal. En sortant de ce dernier, il assiste à l’assassinat de l'archevêque Romero. Les militaires vont faire porter le chapeau à la mauvaise personne, pour que le major Max puisse prendre le pouvoir en disant que c’est un coup des rebelles.

### Assassinat des religieuses
Plus tard dans la journée, Boyle et Cassady retrouvent le corps de Carlos, assassiné, sur une table. María ne veut plus voir Richard. Celui-ci va boire un verre avec John et Doc. Ils rencontrent la missionnaire Cathy Moore, qui distribue des cadeaux de Noël à des enfants. Cathy sermonne Richard au sujet de son comportement. Elle part pour l’aéroport, où des religieuses l’attendent. Richard l’accompagne un moment. Puis il tombe dans les mains de partisans d’Arena. Il est sauvé par John, qui propose au lieutenant de faire une photographie.
En revenant de l’aéroport, Cathy et les religieuses sont arrêtées par des policiers de la garde nationale, qui les violent, puis les tuent. Les corps sont retrouvés. L’ambassadeur, choqué par ce qu’il vient de voir, choisit de retirer l’aide des États-Unis à la milice salvadorienne. Richard se recueille sur le corps de Cathy en priant. Il se rend ensuite, avec John, chez les rebelles, afin de les prendre en photo pour nourrir un documentaire. Il va montrer un choix de ces photographies à Jack Morgan, l'analyste du département d'État, en escamotant certaines informations.

### La dernière photo de John Cassady
Quelques jours plus tard, John Cassady et Richard Boyle se retrouvent en ville pour photographier un échange armé entre militaires et antigouvernementaux. John n’hésite pas à se porter au plus chaud du combat, quitte à se faire tirer dessus, afin de photographier l’affrontement au plus près. Les deux photographes surprennent des rebelles exécutant des militaires salvadoriens. Boyle en vient à douter quant au parti qu’il a pris tout au long de son séjour.
De son côté, l'ambassadeur Kelly finit, contre son gré, par rétablir l’aide militaire américaine à l’armée salvadorienne. Lors d’une attaque aérienne, John Cassady s'expose au beau milieu de celle-ci, afin de faire une photographie à la Robert Capa. Il va mourir, fier de sa dernière photo. Il demande à Richard d’emporter la pellicule à New York pour que le cliché soit publié.

### Départ du Salvador
Après ce lot de malheurs, Doc apprend à Richard qu’ils peuvent quitter le Salvador, car María et les enfants ont enfin de fausses cédulas, tandis que lui-même a obtenu un faux visa.
Sur le chemin du retour, ils sont arrêtés par des soldats salvadoriens qui comprennent rapidement que les cédulas sont des faux. Et ils prennent Richard pour un guerillero. Les militaires l'interrogent et déchirent sous ses yeux les négatifs de Cassady. Mais Doc a appelé l'ambassadeur Kelly pour l'informer de la situation. Kelly use de ses derniers pouvoirs pour faire libérer Boyle. Et celui-ci a toujours les négatifs de Cassady : il les avait cachés dans le talon d’une de ses bottes.
Doc reste au Salvador. Boyle, María et les enfants réussissent à passer la douane. Mais, plus loin, des policiers américains en voiture arrêtent leur bus, pour procéder à un contrôle d’immigration. Ils appréhendent María et les enfants afin de les renvoyer au Salvador.
Un texte apparaît pour expliquer ce que deviennent les personnages du film. María et les enfants sont dans un camp de réfugiés au Guatemala. Doc est retourné à San Francisco. Les photos de John Cassady ont été publiées. Boyle recherche toujours María et les enfants. Un dernier paragraphe explique que les meurtriers de l'archevêque Romero n’ont pas été trouvés et que les États-Unis offrent toujours leur aide au Salvador. Sous-entendant aussi que la guerre a toujours lieu (en 1986, à la date de sortie du film).

## Fiche technique
Sauf indication contraire, les informations mentionnées dans cette section peuvent être confirmées par la base de données cinématographiques IMDb,  présente dans la section « Liens externes ».
- Titre français et original : Salvador
- Titre provisoire : Outpost: Salvador[6]
- Réalisation : Oliver Stone
- Scénario : Oliver Stone et Richard Boyle (en)
- Musique : Georges Delerue
- Photographie : Robert Richardson
- Montage : Claire Simpson
- Décors : Bruno Rubeo
- Costumes : Kathryn Morrison
- Production : Oliver Stone et Gerald Green
  - Production déléguée : John Daly, Derek Gibson
  - Production associée : Brad H. Aronson, Bob Morones
- Société de production : Hemdale Film
- Société de distribution : Hemdale Film (États-Unis)
- Budget : 4,5 millions de dollars[7]
- Pays de production :  États-Unis
- Langues originales : anglais, espagnol
- Genre : drame, guerre, thriller
- Durée : 122 minutes
- Dates de sortie[6] :
  - États-Unis : 28 février 1986 (Festival international du film de Santa Barbara) ; 23 avril 1986 (sortie nationale)
  - France : 21 mai 1986

## Distribution
- James Woods (VF : Dominique Collignon-Maurin) : Richard Boyle
- James Belushi (VF : Richard Darbois) : Dr Rock
- Michael Murphy (VF : Jean-Pierre Moulin) : l’ambassadeur Thomas Kelly
- John Savage (VF : Bernard Murat) : John Cassady
- Elpedia Carrillo : María
- Tony Plana (VF : François Leccia) : le major « Max »
- Colby Chester (VF : Jacques Frantz) : Jack Morgan
- Cindy Gibb (VF : Céline Monsarrat) : Cathy Moore
- Will MacMillan (VF : Marc de Georgi) : le colonel Hyde
- Valerie Wildman (VF : Pauline Larrieu) : Pauline Axelrod
- Jose Carlos Ruiz : l'archevêque Óscar Romero
- Jorge Luke : le colonel Julio Figueroa
- Juan Fernández (en) : le lieutenant
- Gary Farr (VF : Marcel Guido) : le journaliste australien
- Sean Stone : le bébé de Boyle
- Ramón Menéndez : le prêtre (voix, rôle non crédité)

## Production

### Genèse et développement
Oliver Stone avait rencontré Richard Boyle (en) quelques années auparavant, à une époque où ce dernier vivait dans sa voiture. Ils écrivent ensemble le scénario, d'après l'expérience de Robert Boyle. Oliver Stone avoue s'être par ailleurs inspiré du travail de Hunter S. Thompson et de son journalisme gonzo.
Oliver Stone a eu beaucoup de mal à obtenir le financement du film et a été contraint de prendre une deuxième hypothèque sur sa maison. Il trouvera finalement du soutien auprès du producteur britannique John Daly. Le budget n'est que de 4,5 millions de dollars.

### Attribution des rôles
Marlon Brando était le premier choix d'Oliver Stone pour le rôle principal. Il le proposera sans succès à Paul Newman et Lee Marvin. Paul Newman aimait le projet mais était trop pris par d'autres projets, alors que Lee Marvin s'estimait trop vieux pour le rôle et ne voulait pas trop en raison de ses problèmes de santé. Il mourra un an après la sortie du film.
Martin Sheen est initialement choisi pour incarner Richard Boyle. James Woods, qui s'était à l'origine vu offrir le rôle de Docteur Rock, convainc Oliver Stone qu'il serait mieux dans le rôle principal. Martin Sheen, finalement peu à l'aise à l'égard du projet, préfère se retirer et le rôle revient à James Woods.
John Savage incarne John Cassady, un personnage apparemment inspiré d'Olivier Rebbot.

### Tournage
Le tournage a lieu au Mexique, notamment à Mexico et dans l'État de Morelos. Quelques scènes sont tournées au Nevada ainsi qu'en Californie (dans le comté d'Alameda et à San Francisco).
James Woods et Jim Belushi se sont souvent opposés durant le tournage. Cette rivalité aurait été secrètement encouragée par Oliver Stone.

## Accueil
Le film reçoit des critiques globalement positives. Sur l'agrégateur américain Rotten Tomatoes, il récolte 89 % d'opinions favorables pour 28 critiques et une note moyenne de 7,7⁄10. Sur Metacritic, il obtient une note moyenne de 69⁄100 pour 17 critiques.
Salvador est bien accueilli par la presse américaine à sa sortie. Roger Ebert, célèbre critique du Chicago Sun-Times, lui donne la note de 3 sur 4. Il écrit notamment : « Le film a un fond de sérieux, et il n'est pas content du chaos que nous aidons à subventionner. Mais fondamentalement, c'est une étude de personnages — un portrait d'un duo de pigistes épuisés essayant de garder la tête hors de l'eau. »
Walter Goodman du New York Times émet cependant une critique négative. Il remarque que, malgré quelques qualités, le film met en scène des « personnes improbables faisant des choses invraisemblables [...] pour rehausser le drame et marteler le point politique ».
Le film est peu rentable au box-office. Il ne récolte que 1 500 000 $. En France, il n'attire que 167 481 spectateurs en salles.
Salvador fait partie de l'ouvrage 1 001 films à voir avant de mourir.

## Distinctions
Source : Internet Movie Database

### Récompenses
- Independent Spirit Awards 1987 : meilleur acteur pour James Woods
- Kansas City Film Critics Circle Awards 1987 : meilleur réalisateur pour Oliver Stone — également récompensé pour Platoon, meilleur film ex æquo avec Mission de Roland Joffé

### Nominations
- Oscars 1987 : meilleur acteur pour James Woods, meilleur scénario original pour Oliver Stone et Richard Boyle
- Independent Spirit Awards 1987 : meilleure photographie pour Robert Richardson, meilleur réalisateur pour Oliver Stone, meilleur film, meilleure actrice pour Elpidia Carrillo, meilleur scénario pour Oliver Stone et Richard Boyle
- National Society of Film Critics Awards 1987 : meilleur réalisateur pour Oliver Stone (3e place)
- Writers Guild of America Awards 1987 : meilleur scénario pour Oliver Stone et Richard Boyle

## Films de l'époque mettant en scène des correspondants de guerre
Salvador s'inscrit dans une volonté de l'époque de faire des films mettant en scène des reporters de guerre et/ou photographes : Under Fire (1983), L'Année de tous les dangers (1982), Cry Freedom (1987), Deadline (1987), Le Faussaire (1981) ou encore La Déchirure (1984),.